# Baru Rambang
Baru Rambang is een bestuurslaag in het regentschap Muara Enim van de provincie Zuid-Sumatra, Indonesië. Baru Rambang telt 1359 inwoners (volkstelling 2010).